# Индивидуальное психологическое консультирование
Индивидуальное психологическое консультирование — это форма профессиональной психологической помощи в виде взаимодействия компетентного консультанта и клиента, базирующаяся на полном сосредоточении консультанта на уникальности клиента, проводимая исключительно только с тем, кто обратился за консультацией, в ходе которой применяются адекватные методы и средства для приобретения клиентом знаний о себе, обучению связывать полученные знания с целями.

## История
Индивидуальное психологическое консультирование сравнительно молодая дисциплина и появилась в середине XX века вследствие возникновения потребности в помощи решения проблем повседневной жизни (работа, семья, неуверенность в себе, возрастной кризис, низкая самооценка) у людей, не имеющих клинических нарушений. В США консультирование появилось как решение гуманитарной задачи улучшения жизни жертв неблагоприятных обстоятельств промышленной революции второй половины XIX века, в становлении профессии также сыграли роль социальные реформы, распространение образования и большой приток иммигрантов. До начала 1900-х годов консультирование представляло собой предоставление советов или информации. 1950-е годы отмечаются как момент выдающегося вклада в консультирование, в связи с принятием Национального Закона о поддержке образования (учреждающего институты консультирования и обеспечение финансирования обучения консультантов) и внедрения новых теорий консультирования. В начале 60-х годов консультирование рассматривалось как развивающаяся профессия, в то же время стало популярным групповое консультирование, взамен взаимодействия один на один. В 1963 году принят Закон об общественных центрах психического здоровья, что расширило возможности консультирования. В 1990-х годах интерес к консультированию возрос, конкретно к вопросам целостности личности.

## Задачи
- Разрешение насущных жизненных трудностей;
- Развитие, социализация и самореализация личности;
- Согласования личных и социальных интересов;
- Выработка иных способов поведения, идентичных определённым жизненным ситуациям;
- Выбор и принятие ответственности за него[2].

## Особенности

### Преимущества
- Предмет работы — один человек с его уникальным внутренним миром;
- Возможность сосредоточиться на свойствах внутреннего мира одного человека;
- Полное внимание консультанта к клиенту;
- Полная психологическая безопасность;
- Соблюдение конфиденциальности;
- Эксклюзивность работы[1].

### Минусы
- Ограничение индивидуальным психологическим пространством клиента;
- Отсутствие возможности работы с окружением клиента (использовать в работе родственников);
- Ограниченный выбор психологического инструментария[1].

## Роль консультанта и требования к нему
Общий принцип индивидуального психологического консультирования: всё, что делает консультант в своей профессиональной деятельности, должно быть обусловлено интересами клиента и направлено на его благо.
В литературе к консультантам предъявляются требования не только профессиональные, но и личностные (организованность, краткость, конкретность, дружелюбие, терпение). Для недопущения выгорания (физического и психологического опустошения) консультанту необходимо постоянно заниматься своим психическим здоровьем. В качестве профессионального требования эффективного консультанта выдвигается образование, проводимое по утверждённой программе.

### Этические принципы консультанта
Консультант должен не только знать этические принципы, но и следовать им:
- Конфиденциальность
- Ответственность перед клиентом
- Профессиональная компетентность
- Вопрос оплаты
- Реклама профессиональной деятельности[14]

## Процесс консультирования
Сам процесс консультирования сложен, обширен и не может подчиняться установленным алгоритмам, тем не менее, на практике условно выделяют стадии работы, хотя их порядок может меняться, или они могут смыкаться с другими.
Общей и распространённой моделью консультационного процесса является эклетическая модель, состоящая из 6 стадий:
1. Исследование проблемы. Установление контакта (raport) и доверия между консультантом и клиентом, для чего необходимо внимательно слушать, максимально проявлять искренность, заботу без оценок и манипулирования, поощрять проявление чувств и самостоятельное раскрытие проблемы, уделяя внимание невербальному поведению, чувствам, содержанию высказываний[4][16][17][18].
2. Двумерное определение проблем. Консультант стремится точно характеризовать проблемы клиента через установление их эмоциональных и когнитивных аспектов, пока не достигнет обоюдного понимания с клиентом через конкретные понятия, что позволяет понять их причины и иногда способы разрешения. При возникающих трудностях необходимо возвращаться к первой стадии — исследованию. Поощряется выражение клиентом отрицательных эмоций (тревога), вербализация переживаний, клиент подталкивается к самораскрытию, получению обратной связи[4][16][15][19].
3. Идентификация альтернатив. Стадия выяснения и открытого обсуждения вероятных вариантов решения проблемы. Консультант через открытые вопросы склоняет клиента назвать все возможные версии, являющиеся для клиента реальными и подходящими, помогает сформулировать дополнительные, но не навязывает свои решения[4][19][15].
4. Планирование. Стадия критической оценки выбранных альтернатив решения, когда консультант помогает клиенту разобраться, какие варианты ему подходят, исходя из опыта и имеющейся готовности к изменениям; проверка реалистичности выбранного решения через различные тактики (репетиции действий, ролевые игры)[4][20][21].
5. Деятельность. Стадия последовательной реалицазии плана решения проблемы. Построение деятельности клиента, учитывая обстоятельства, время, эмоциональные затраты и возможные неудачи. Усвоение клиентом, что даже при частичной неудаче необходимо продолжение реализации плана[4][20][21].
6. Оценка и обратная связь. Стадия оценки степени достижения цели и обобщение результатов, уточнение плана решения при необходимости. В случае возникновения новых или выявления глубоко скрытых проблем возвращение к предыдущим стадиям[4][20][21].

В литературе также можно встретить Четырехступенчатую модель кристаллизации проблем (автор В. В. Макаров), состоящую из стадий «Присоединение — Кристаллизация проблемы — Терапевтическое завершение — Отсоединение», относящуюся к кратковременному консультированию; Ретроспективную модель (Т. Ахола, Б. Фурман), в отечественной литературе известную как «краткосрочная позитивная психотерапия» (Т. Ахола, Б. Фурман), в США — «терапия, сфокусированная на решении» (англ. Solution Focused Therapy), в Финляндии — разговор о решении (англ. Solution Talk), представляет собой обратный обычному процесс от решений к пониманию; Пятишаговая модель (Взаимопонимание — Сбор информации — Желаемый результат — Выработка альтернативных решений — Обобщение).

## Классификация индивидуальной работы
- Интимно-личностное психологическое консультирование — затрагивание человека как личность, вызывание сильных переживаний, скрываемых от окружающих
- Индивидуальное семейное консультирование — вопросы о собственной семье или о семьях близких людей (выбор супруга, построение и регулирование взаимоотношений в семье, предупреждение и разрешение конфликтов внутри семьи, решение текущих внутрисемейных проблем)
- Психолого-педагогическое индивидуальное консультирование — обсуждение вопросов обучения, воспитания, развития и просвещения.
- Деловое консультирование — связано с решением людьми деловых проблем (выбор профессии, организация труда и т. д.)
- Профессиональное психологическое консультирование — направлено на решение проблем улучшения профессионального просвещения, смены профессиональной деятельности после потери работы, повышение квалификации.
- Организационное консультирование (в психологии управления и менеджмента) — направлено на решение психологических проблем системы управления, руководства и т. п.[23]